# Ladislav Tomaček
Ladislav Tomaček (* 26. září 1982, Galanta, Československo) je slovenský fotbalový útočník, momentálně bez angažmá.

## Fotbalová kariéra
Svoji fotbalovou kariéru začal v FC Slovan Galanta. Mezi jeho další angažmá patří: ŠKP Dúbravka, FK Teplice, FK Ústí nad Labem, ŠK Eldus Močenok, FK Dukla Banská Bystrica, ŠKF Sereď a FC Spartak Trnava.